# Aldebert (Bischof)
Aldebert (auch Eldebert, Adalbert oder Adalbertus Haereticus, wirksam im 8. Jahrhundert) war ein fränkischer Häretiker und „Pseudoprophet“ des 8. Jahrhunderts, gegen den Bonifatius bei der Reformation der fränkischen Kirche einschritt.

## Leben und Werk
Aldebert war von einfacher Abstammung aus Gallien. Er fand im Westen des Frankenreiches mit seiner ungezügelten religiösen Schwärmerei und seinem krassen Aberglauben sowohl beim einfachen Volk als auch im Episkopat Zustimmung. Von letztgenannter Anhängergruppe wurde er sogar unkanonisch zum Bischof geweiht. Er ließ sich selbst als Heiligen verehren, erklärte Ohrenbeichten und Romwallfahrten für unnötig und entfremdete das gemeine Volk dem Pfarrgottesdienst. Er gefährdete damit die Grundlagen einer geordneten Seelsorge und der bonifatianischen Kirchenreform überhaupt.
Einem folgenlosen Urteil, das Bonifatius 744 auf der Synode von Soissons gegen Aldebert angestrengt hatte, folgte 745 als Reaktion auf die Häresie die Androhung eines Anathemas durch eine römische Synode. Aldebert wurde seiner kirchlichen Ämter und Würden enthoben. 747 ordnete Papst Zacharias ein erneutes Verfahren gegen Aldebert an, dessen Ausgang nicht bekannt ist. Nach späteren Quellen wurde Aldebert nach seiner Flucht aus der Klosterhaft in Fulda von Räubern oder von Hirten erschlagen.
Einen ähnlichen Fall wie Aldebert in Westfranken stellte der aus Irland stammende „Pseudoprophet“ Clemens im ostfränkischen Austrasien dar.